# آكل الفضلات

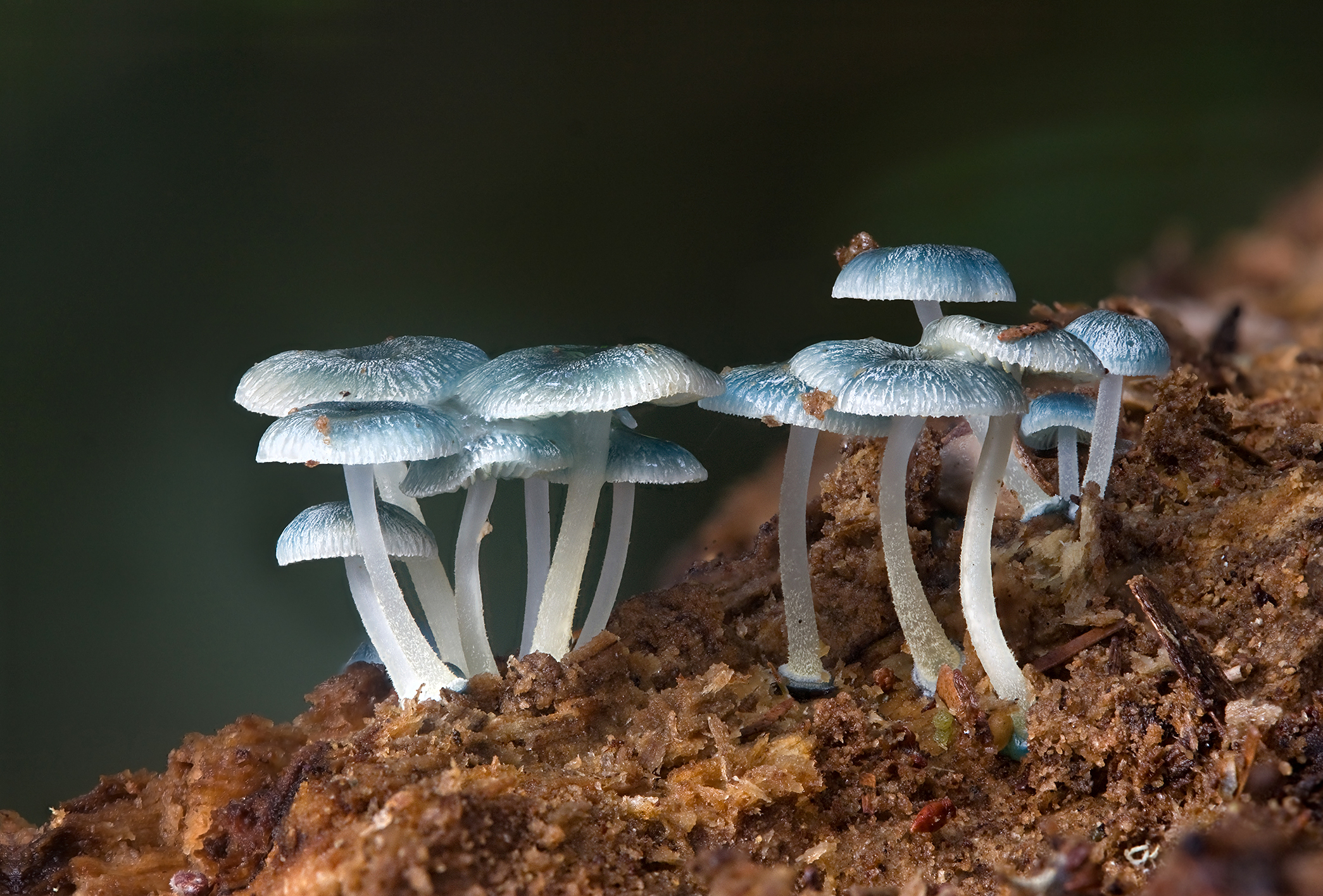
الفطريات هي المحللات الأساسية في معظم البيئات، كما هو موضح هنا قلنسوي متقطع.

العاثيات او اكلات الفضلات Saprophages هي كائنات حية تحصل على العناصر الغذائية لها عن طريق استهلاك الكتلة الحيوية الميتة المتحللة من النباتات أو الحيوانات. وهي تتميز عن آكلات الحطام في أن الكائنات المتحللة هي مستهلكات ثابتة بينما آكلات الحطام متحركة.[بحاجة لمصدر] تشمل الحيوانات آكلة البراز النموذجية الديدان الأشعارية المستقرة مثل الأمفيتريتات ، ديدان من عائلة Terebellidae ) والديدان الأشعارية الأخرى.
آكل الخشب، سواء كان حيًا أو ميتًا، يُعرف باسم أكل الخشب . يُطلق على نشاط الحيوانات التي تتغذى فقط على الخشب الميت اسم sapro-xylophagy، وتلك الحيوانات تُسمى sapro-xylophagous.

## علم البيئة
في علم شبكات الغذاء تلعب العاثيات عمومًا دور المحللات. ويوجد فرعين رئيسيين من العاثيات، مقسمة حسب مصدر المغذيات.
- آكلات الجثث التي تستهلك الكتلة الحيوية للحيوانات الميتة
- آكلات الموتى التي تستهلك الكتلة الحيوية للنباتات الميتة.